# Grigorij Zobacz
Grigorij Grigorjewicz Zobacz, ros. Григорий Григорьевич Зобач (ur. w 1922 w Szlisselburgu, zm. w 1976 pod Szlisserburgiem) - współpracownik Abwehry, przewerbowany przez sowieckie służby specjalne podczas II wojny światowej

## Życiorys
Ukończył białoruskie technikum kultury fizycznej. Pracował jako instruktor kultury fizycznej w Borysowie. Krótko po ataku wojsk niemieckich na ZSRR 22 czerwca 1941 r., został zmobilizowany do Armii Czerwonej. Jednakże z powodu szybkiego natarcia Niemców nie zdążył dotrzeć do swojej jednostki wojskowej, dostając się do niewoli. W kwietniu 1942 r. został zwerbowany przez Abwehrę. Ukończył niemiecką szkołę dywersantów w Katyniu. 7 października tego roku wraz z drugim agentem został przerzucony drogą lotniczą do okręgu kalinińskiego w celu przedostania się do Moskwy. Występował pod fałszywym nazwiskiem Grigorija Grigorijewicza Kondratiewa jako sierżant NKWD. Został jednak szybko schwytany przez kontrwywiad NKWD, po czym zgodził się współpracować z sowieckimi służbami specjalnymi, o czym nie wiedzieli Niemcy. 12 stycznia 1943 r. został nawet odznaczony Żelaznym Krzyżem 2 klasy. Latem 1943 r. włączono go w grę wywiadowczą przeciwko Niemcom pod kryptonimem „Monastyr'”, prowadzoną przez naczelnika 3 oddziału 4 wydziału NKWD M.B. Maklarskiego. Po zakończeniu wojny został odznaczony Medalem „Za odwagę”. Do 1962 r. mieszkał w Norylsku, po czym przeniósł się do Moskwy pod opiekę M. B. Makliarskiego. Ostatnie lata życia spędził w jednej z wsi pod Szlisserburgiem jako instruktor kultury fizycznej w zakładach im. Morozowa.